# FZ Canis Majoris
FZ Canis Majoris (FZ CMa / HD 33953 / HIP 52942) es un sistema estelar de magnitud aparente media +8,14.
Encuadrado en la constelación del Can Mayor, la nueva reducción de los datos de paralaje del satélite Hipparcos sitúa a este sistema a 1350 años luz de distancia del sistema solar.
FZ Canis Majoris es un sistema triple dominado por una binaria espectroscópica.
Las dos componentes de esta binaria son muy semejantes, de tipo espectral B2.5VI-V.
La más luminosa —786 veces más que el Sol— es la más caliente, con una temperatura superficial de 15.370 K.
Tiene una masa de 5,01 ± 0,05 masas solares.
Su compañera estelar es ligeramente menos luminosa, si bien su luminosidad es 625 veces mayor que la luminosidad solar.
Tiene una temperatura de 14.150 K y una masa de 4,80 ± 0,53 masas solares.
El período orbital de esta binaria es muy corto, de sólo 1,2731 días (30,55 horas).
Es además una estrella variable, ya que su brillo decae 0,39 magnitudes cuando una de las estrellas eclipsa a su compañera.
Una tercera estrella, en órbita alrededor de la binaria, completa el sistema.
Emplea 536,6 días en dar una vuelta completa, siendo la órbita notablemente excéntrica (ε = 0,56).